# Marder (ponorka)
Marder bylo řiditelné torpédo německé Kriegsmarine z období druhé světové války. Bylo jednou ze speciálních zbraní nasazených německým námořnictvem na sklonku války. Vzniklo jako vylepšená verze předcházejícího typu Neger a jeho další vývoj spěl k prototypu prostředku Hai. Celkem bylo postaveno přibližně 300 miniponorek Marder. V srpnu 1944 byly několikrát nasazeny v Normandii v rámci tzv. velitelství malých plavidel K-Verband. Za cenu ztráty 67 Marderů se jejich posádkám podařilo potopit jeden torpédoborec, jeden ozbrojený trawler, jednu nákladní loď a dvě menší lodě.

## Historie

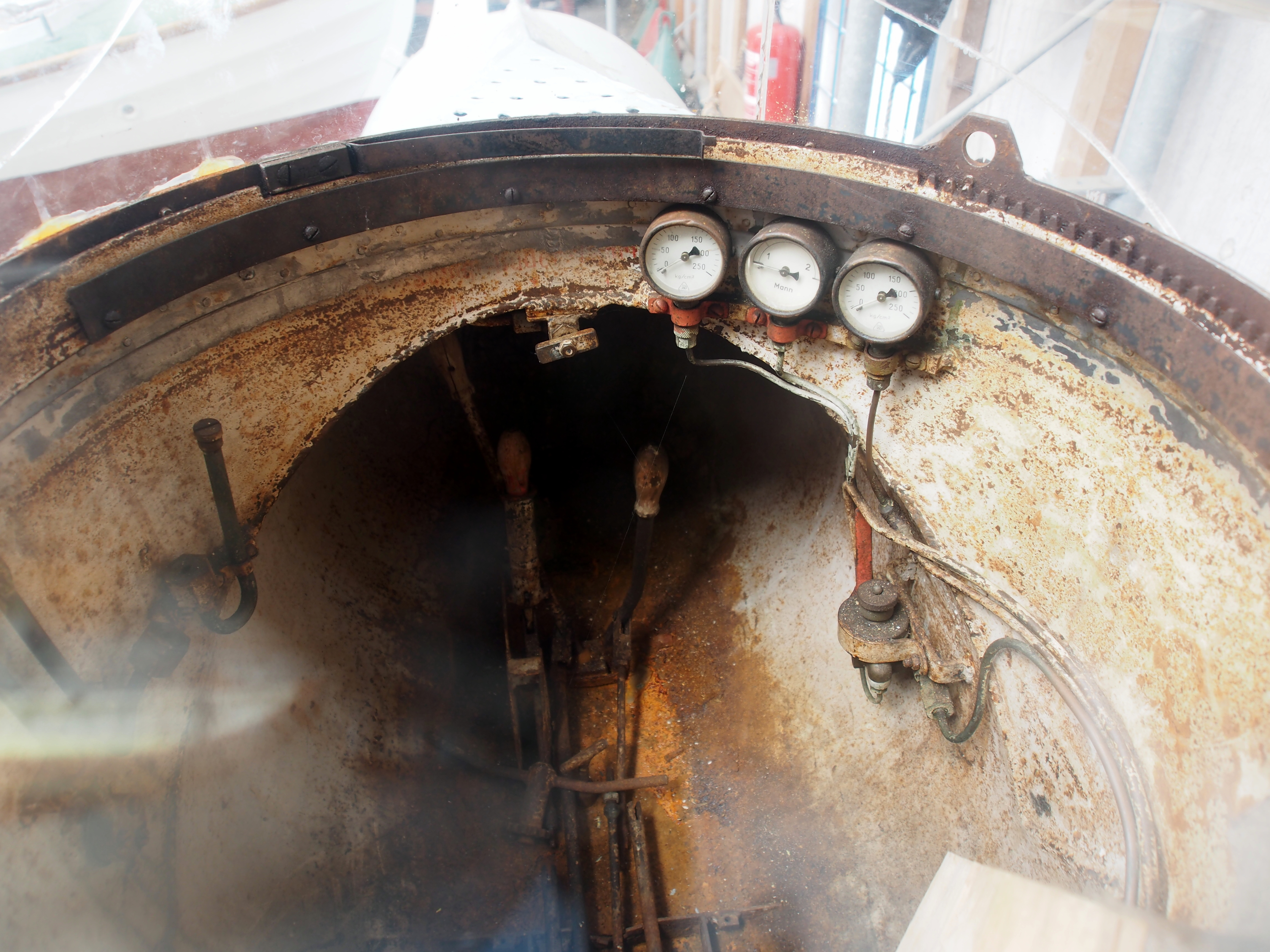
Spartánský kokpit miniponorky Marder

Řiditelné torpédo Marder vzniklo jako zdokonalená verze prostředku Neger. Hlavním vylepšením byla schopnost krátkodobého ponoření jako obrany před útokem. Byla to levná a jednoduchá zbraň vyvinutá proti spojenecké invazi do Evropy. Postaveno bylo přibližně 300 miniponorek tohoto typu. Do služby byly přijaty v červenci 1944.

## Konstrukce

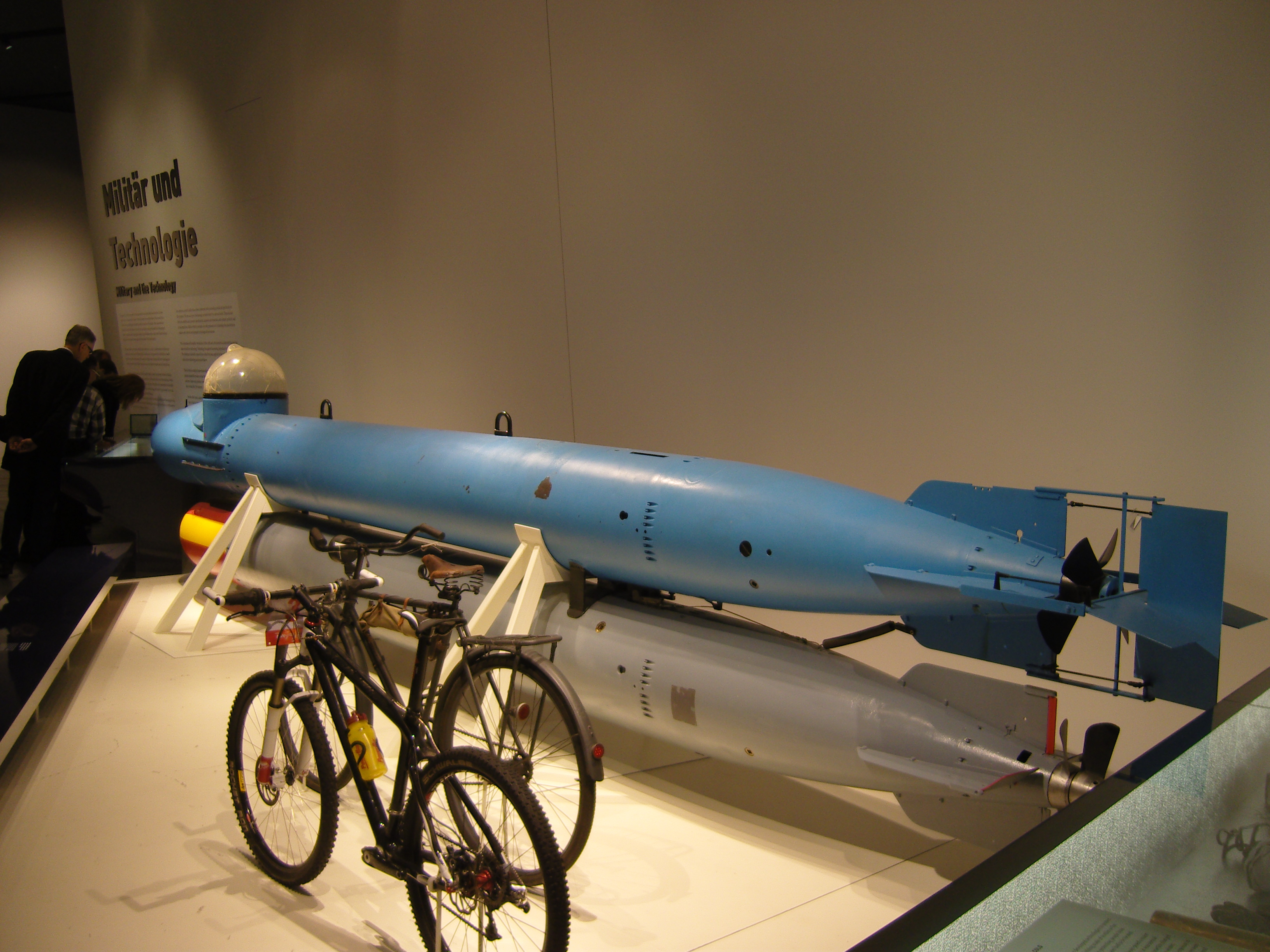
Muzejní exemplář Marderu

Marder byl jednoduché jednomístné bojové plavidlo tvořené dvěma 533mm torpédy zavěšenými nad sebou. Hlavice horního torpéda byla nahrazena stísněným jednomístným kokpitem, vybaveným základními přístroji a uzavřeným plastikovou kupolí. Navigaci pilot prováděl pouze na základě náramkového kompasu, který měl na ruce. Oproti typu Neger bylo horní torpédo prodlouženo a vybaveno kompresorem s balastní nádrží, umožňující krátkodobé ponoření až do hloubky 30 metrů. Pod horním trupem bylo uchyceno jedno standardní torpédo G7e, které pilot miniponorky vypouštěl při plavbě na hladině. Na cíl mířil pomocí primitivního zaměřovače. Miniponorku poháněl elektromotor o výkonu 8,8 kW. Dosah byl 48 námořních mil při rychlosti 4 uzlů.

## Služba

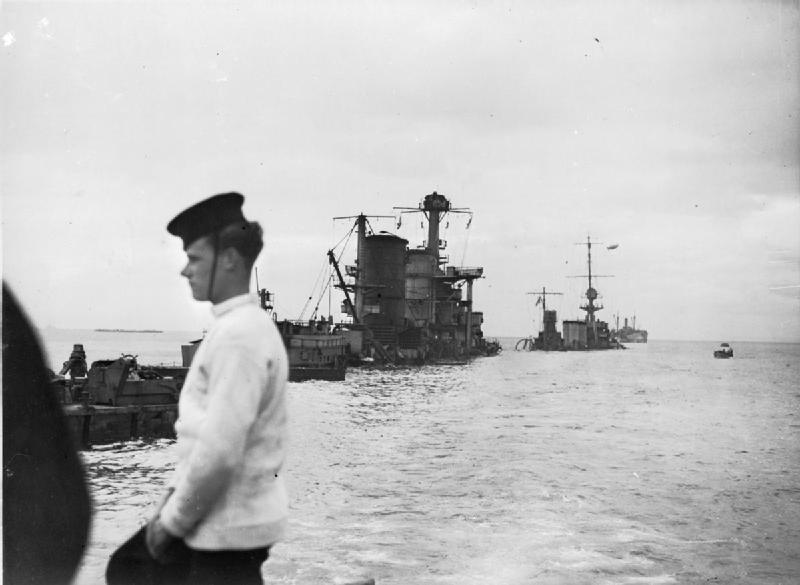
Lehké křižníky Durban a Sumatra potopené jako součást vlnolamu

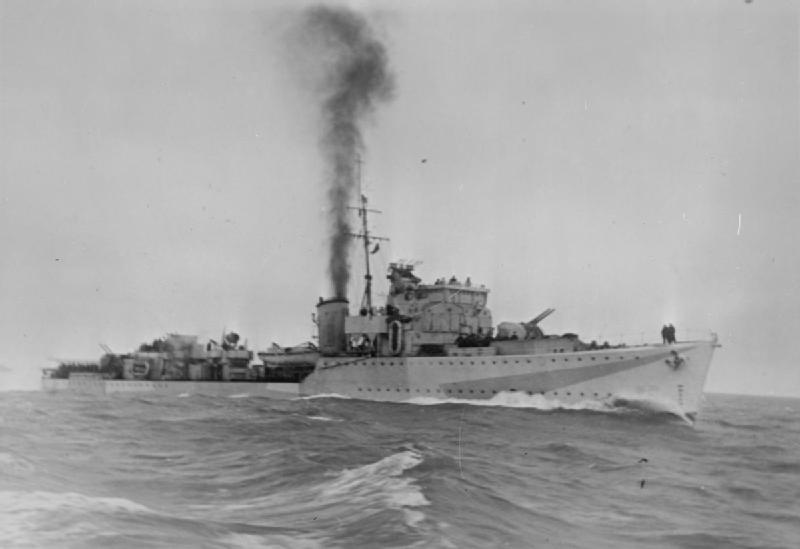
Eskortní torpédoborec Quorn třídy Hunt I

Německé námořnictvo miniponorky nasadilo roku 1944 proti spojeneckému vylodění v Normandii. První operace K-Verbandů podnikly od 25. června do 8. července 1944 řiditelná torpéda Neger a výbušné čluny Linse. První akce miniponorek Marder proběhla v noci na 3. srpna 1944 z francouzského přístavu Houlgate proti vyloďovacím plážím Sword a Juno poblíž Courseulles-sur-Mer. Do operace se zapojilo 58 Marderů a 48 člunů Linse. Na začátku Mardery zaútočily od severu, aby na sebe upoutaly pozornost spojeneckých sil. Nejprve torpédem zasáhly vyřazený lehký křižník třídy Danae HMS Durban (D99), který byl potopen jako součást vlnolamu Gooseberry. Dále byl potopen eskortní torpédoborec třídy Hunt I HMS Quorn (L66), trawler třídy Isles HMS Gairsay (T290) a nákladní loď typu Liberty Samlong (7219 t). Nákladní loď Fort Lac la Ronge (7131 t) byla poškozena. Za jasné noci podnikly eskorty na Mardery hon a celkem 41 jich potopily. Posádky člunů Linse potopily už jen jeden výsadkový člun.
Za několik dní do Houlgate dorazila posila 53 Marderů, které měly vyplout v noci na 16. srpna 1944. Zahájení akce ztížila bouře, takže se vyplout podařilo jen 11 člunům, přičemž všechny se kvůli počasí předčasně vrátily. V noci na 17. srpna 1944 vyplulo 42 Marderů na svou poslední akci z Houlgate. Jejich primárním cílem byla vyřazená francouzská bitevní loď Courbet, kterou Němci považovali za bojeschopnou, přestože byla potopena jako součást vlnolamu Gooseberry. Dvěma Marderům se plavidlo skutečně podařilo zasáhnout, vojenský význam to však nemělo. Kromě toho byla potopena balonová loď (757 t), menší protiletadlová loď (415 t) a jedna dopravní loď byla poškozena. Spojenecká obrana dokázala potopit 26 Marderů.